# Robert Sabatier
Pour les articles homonymes, voir Sabatier.
Robert Sabatier, né le 17 août 1923 à Paris et mort le 28 juin 2012 à Boulogne-Billancourt (Hauts-de-Seine),, est un écrivain et poète français.

## Biographie
Issu de parents, dont le père combattant de la Première Guerre mondiale et la mère tenant une petite épicerie disparaissent alors qu’il est tout jeune, ainsi que de grands-parents auvergnats, originaires de Saugues, en Margeride, Robert Sabatier est élevé à Montmartre. Il fréquente l’école communale de la rue de Clignancourt où sont également passés Paul Doumer, Jean Gabin ou encore Marcel Bleustein-Blanchet. Ses parents disparus, il est recueilli et élevé par un oncle qui dirige une petite imprimerie et grâce auquel il apprend le métier de typographe à l’âge de 13 ans. Il vit ensuite dans le quartier du canal Saint-Martin. Robert Sabatier raconte, entre autres, son enfance passée auprès de son grand-père Auguste, maréchal-ferrant à Saugues, qui avait appris à lire seul avant d’apprendre à lire à sa femme, dans les séries du « roman d’Olivier », dont les Allumettes suédoises, porté à l’écran par Jacques Ertaud en 1996, Trois sucettes à la menthe, les Noisettes sauvages. Avec plus de trois millions d’exemplaires vendus, en y intégrant les épisodes les plus récents comme Olivier 1940 et les Trompettes guerrières, l’auteur rencontre un important succès de librairie.
Les années secrètes de la vie d’un homme, traduit en allemand et en suédois sous le titre d’Ego, mais aussi Diogène et le Traité de la déraison souriante révèlent un auteur plus grave, proche davantage de Cioran que de Mac Orlan.
De 1950 à 1962, Robert Sabatier travaille aux Presses universitaires de France. Il est ensuite directeur littéraire des éditions Albin Michel durant sept ans, jusqu’à son élection à l’Académie Goncourt en 1971, ainsi qu’à l’Académie Mallarmé.
Il est l’auteur d’une Histoire de la poésie française en 9 volumes.
À partir de 1956, il fait paraître quelques romans policiers sous le pseudonyme de Robert Vellerut.
Vers 1978, il réalise un enregistrement en 33 tours où il récapitule déjà sa carrière d’auteur. Il fut l’un des sociétaires de l’émission de radio Les Grosses Têtes sur RTL. Il fut membre du comité d’honneur de la Maison internationale des poètes et des écrivains de Saint-Malo.
Il est invité d'honneur de l'Oulipo en 1982.
Robert Sabatier meurt le 28 juin 2012 à l'hôpital Ambroise-Paré de Boulogne-Billancourt. Il est inhumé le 2 juillet à Paris, au cimetière du Montparnasse (18e division).
Il était l'époux de l’écrivaine Christiane Lesparre (1928-2002).

## Œuvres
Robert Sabatier a écrit des romans, des poèmes, des essais et des aphorismes.

### Romans

#### SérieLe roman d’Olivier
- Les Allumettes suédoises, Éditions Albin Michel, Paris (1969)
- Trois Sucettes à la menthe, Éditions Albin Michel, Paris (1972)
- Les Noisettes sauvages, Édition Albin Michel (1974)
- Les Fillettes chantantes (1980)
- David et Olivier (1986)
- Olivier et ses amis (1993)
- Olivier 1940 (2003)
- Les Trompettes guerrières (2007)

#### Autres romans

Robert Sabatier au Salon du livre de Paris en 1996.

- Alain et le Nègre (Éditions Albin Michel, 1953)
- Le Marchand de sable (1954)
- Le Goût de la cendre (1955)
- Boulevard (1956)
- Canard au sang (1958)
- La Sainte Farce 1960)
- La Mort du figuier (1963) Prix Richelieu
- Dessin sur un trottoir (1964)
- Le Chinois d’Afrique (1966)
- Les Enfants de l’été (1978)
- Les Années secrètes de la vie d’un homme (1984)
- La Souris verte (1990)
- Le Cygne noir (1995)
- Le Lit de la Merveille (1997)
- Le Sourire aux lèvres (2000)
- Le Cordonnier de la rue triste (2009)

### Poésie
- Les Fêtes solaires, (Janus, 1951) - Prix Artaud 1952 - Réédité chez Albin Michel en 1955
- Dédicace d’un navire (Albin Michel, 1959)
- Les Poisons délectables (Albin Michel, 1965)
- Les Châteaux de millions d’années (Albin Michel, 1969)
- Icare et autres poèmes (Albin Michel, 1976)
- L’Oiseau de demain (Albin Michel, 1981)
- Lecture (Albin Michel, 1987)
- Écriture (Albin Michel, 1993)
- Les Masques et le Miroir (Albin Michel, 1998)

En 2005 est paru  chez Albin Michel, les oeuvres poétiques complètes de Robert Sabatier avec 14 poèmes inédits (752 pages).

### Essai
- L'état princier (Albin Michel, 1961)

### Philosophie
- Diogène (Albin Michel, 2001)

### Histoire littéraire
- Histoire de la poésie française (9 volumes, 1975-1982)

### Romans policiers sous le pseudonyme de Robert Vellerut
- Pourquoi tuer un chien ?, Le Masque no 557, 1956
- Le Portrait dans la vitrine, Le Masque no 656, 1956
- Piste en zigzag, Le Masque no 915, 1966

### Mémoires
Je vous quitte en vous embrassant bien fort, préface de Jean-Claude Lamy, Albin Michel, 2014.

## Adaptations au cinéma
- Alain et le nègre a été adapté au cinéma par Maurice Delbez en 1964 sous le titre : Un gosse de la butte (Rue des Cascades).
- Boulevard a été adapté au cinéma en 1960 par Julien Duvivier.